# Timothy Blair Pardee
Timothy Blair Pardee (11 de diciembre de 1830 - 21 de julio de 1889) fue un abogado y político canadiense. Representó al distrito de Lambton en la Asamblea Legislativa de Ontario entre 1867 y 1874, y a Lambton West entre 1875 y 1889 como miembro del partido liberal.

## Biografía
Pardee nació en Grenville County en Alto Canadá el 11 de diciembre de 1830. Tras finalizar sus estudios, trabajó en la oficina de William Buell Richards, pero, en 1849, se unió a la fiebre del oro de California. Años más tarde, viajó a Australia a la fiebre del oro de Victoria. Finalmente, regresó a Canadá, específicamente a Sarnia, donde se dedicó a la abogacía a partir de 1861. Fue asignado como fiscal en Lambton County, pero dejó el puesto en 1867 para entrar al parlamento provincial. 
En octubre de 1872, se convirtió en secretario provincial del gabinete de Oliver Mowat. En diciembre de 1873, fue nombrado comisionado de Tierras de la Corona. Fue designado como "Queen's Counsel" en 1876. En 1878, introdujo un acta para prevenir los incendios forestales, siendo el primer documento de este tipo que se dictaba en la provincia. Renunció a su cargo en enero de 1889 debido a problemas de salud. Falleció en Sarnia ese mismo año.
Su hijo, Frederick Forsyth, fue miembro de la Cámara de los Comunes de Canadá.